# Trashiyangtse
Trashiyangtse – miasto we wschodniej części Bhutanu, w gewogu Gewog Yangtse,  w dystrykcie Trashiyangtse, którego jest stolicą.
Według danych na 2005 rok miasto zamieszkiwało 2735 osób. Miasto znajduje się w pobliżu granicy z Chinami oraz Indiami.